# آخونه‌هیران
آخونه‌هیران (به لاتین: Axunahiran) یک منطقه مسکونی در جمهوری آذربایجان است که در شهرستان لریک واقع شده است. آخونه‌هیران ۳۷۸ نفر جمعیت دارد.

## ریشه واژه
ریشه نام این روستا تالشی است. برخی بر این باورند که نام این روستا از واژه آهونگران به‌معنی آهنگران است. برخی نیز آن را از دو واژه آخون به‌معنی سیل یا رودخانه و هیر به‌معنی ابر و مه و پسوند ان به‌معنی جایگاه و مکان تشکیل شده است و به‌معنی رودخانه‌ای جای گرفته در جایی مه‌آلود و ابری است.